# Ernst Tiburzy
Ernst Tiburzy (26. prosince 1911, Drosdowen, Východní Prusko – 14. listopadu 2004) byl německý velitel praporu 25/82 Volkssturmu, který jako jeden ze čtyř členů této organizace získal 10. února roku 1945 vyznamenání Rytířského kříže železného kříže za své samostatné bojové akce a zničení pěti nebo devíti sovětských tanků T-34. Tanky zničil pancéřovou pěstí během obrany pruského pevnostního města Königsberg. Během bojů byl vážně raněn a přišel o pravé oko.

## Významná vyznamenání
- Rytířský kříž Železného kříže – 10. únor, 1945
- Železný kříž I. třídy
- Železný kříž II. třídy
- Útočný odznak pěchoty ve stříbře
- Odznak za zranění ve zlatě
- Odznak za samostatné zničení tanku (9x)
- Služební vyznamenání NSDAP ve stříbře
- Služební vyznamenání NSDAP v bronzu
- Sportovní odznak SA ve zlatě